# ウクライナ語の日本語表記
ウクライナ語の日本語表記（ウクライナごのにほんごひょうき）は、ウクライナ語の日本語転写についての参考資料である。
本項目では、ウクライナ語を日本語の仮名に転写する際に一般的に考えられる方法を述べ、また、表記の揺れについて解説する。本項の目的は正確なウクライナ語の解説ではない。また、日本語表記に関する啓蒙・規範作りを目的とするものでもない。現在ウクライナ語と日本語の両方を用いる人たちの間で通用している日本語表記を整理して示すことにある。

## 概要
1991年のウクライナの独立で、ウクライナ語は同国の唯一の公用語となった。そのため、公的文書に記載される言語はすべてソ連時代のロシア語表記からウクライナ語表記に改められた。
日本語への転写において、この影響をもっとも強く受けたのは地名や人名に関する表記であった。原則としては、他の外国語の場合と同様、日本語への転写では国際音声記号(IPA)で定められている標準的な発音に沿ってカタカナで表記することが望ましかったが、ウクライナ語の日本での認知度がきわめて低かったこともあり、ウクライナ語としては疑問点の多いカタカナ転写が数多く誕生した。また、ウクライナ語名、ロシア語名、あるいはポーランド語名などが混在し、かえってわかりにくくなったということもあった。
ウクライナ語の日本での認知度は2007年現在でも依然として非常に低く、その転写方法も一定していない。また、地名や人名など固有名詞に関してもさまざまな転写が実在し、どの表記が主流であるかも分母となる用例の絶対数が少ないため断定しづらい。
本来、文字表記と発音の乖離したロシア語標準語と異なり、ウクライナ語は表記と発音が基本的に一致したカタカナ転写に向いた言語であるといえる。現在、ウクライナ語の日本語への転写傾向は大きく2種類に分けられると考えられる。なお、この他にロシア語やポーランド語、あるいはローマ字表記の日本語ローマ字読みなどが、ウクライナの事物の名称を書き表す際に使用されている。
1. ウクライナ語のウクライナ語発音に沿った表記
2. ウクライナ語を日本語として見やすく簡略化した表記

1. の欠点は、表記としてみた場合、日本語としてはたいへん読みづらいということである。
2. の欠点は、声に出して読むことを想定した場合、そのまま読むと非常に不正確な発音を誘導してしまうことである。

実例として、以下にいくつかあげる。
- 例1) Львів - ウクライナ語では「リヴィーウ」と発音するのが標準と定められている。実際には、個人の癖や方言等によって「リヴィーヴ」や「リヴィーフ」のように発音される場合もある。日本語では標準発音に倣って「リヴィウ」と表記する他、「リヴィフ」と表記することがある。また、従来よりロシア語名「リヴォフ」やポーランド語名「ルヴフ」も使用されている。
- 例2) Хмельницький - ウクライナ語では「フメリヌィーツィクィイ」のように発音する。これが煩雑であるため、簡略化した「フメリニチキイ」といった表記を用いる場合がある。しかし、これについてはポーランド語訛りの不適切な発音を誘導するという指摘もされる。ソ連時代の名残で、ロシア語名「フメリニーツキイ」や「フメリニツキー」といった表記も使用される。

こうしたさまざまな転写方法を混同して使用した結果、現在ウクライナ語の日本語への転写はあまりにそのバリエーションが多くなってしまっている。
この他、姉妹言語であるロシア語同様の表記バリエーションも存在する。例としては、「[v]」に当たる発音をワ行やバ行で表記する、「ій」や「ИЙ」を「イー」、「аа」を「アー」と表記する、軟音記号の存在を無視する、アクセント位置に長音記号を用いる・用いない、などである。これらは、ある程度の転写法を理解している者であればいずれも大きな混乱を招くようなものではないが、場合によっては混乱が生じる可能性がある。

## 凡例
以下、凡例を長音を用いない形で示す。「1」は上記1の転写法で多く見られる表記、「2」は上記2の転写法で多く見られる表記とする。なお、以下は機械的に示すため、通常ウクライナ語では用いられないものも表示する。ウクライナ語の外来語等もしそのように綴られることがあればこのようにカタカナ転写するという例である。また、はじめに文字の名称を記す。
なお、以下に反映しないものとして、ウクライナ語の発音法則に照らして明らかであるものに関しては言及しない。即ち、子音の清音化・濁音化、語尾での発音の変化・不変化などである。また、軟化した際には日本語ではイ列の表記と同様になるためあえて表記はしない。なお、ポーランド語と異なり後ろの音に影響されて前の音の発音が変化するという法則はない。

## 硬母音
硬母音の凡例を示す。

### А
アー：明るい「ア」。IPAでは[a]で表す発音。
1. ア
2. ア

### И
ウィー：「І」とはまったく異なる発音の母音。非円唇前舌め広めの狭母音と呼ばれ、IPAでは[ɪ]で表す発音。ただし、非円唇中舌狭母音と呼ばれる[ɨ]で表される場合がある。
1. ウィ

ロシア語の「Ы」やポーランド語の「Y」の転写法に順ずる表記。
1. イ

意図して簡略化したもの。あるいはロシア語の「イ」である「И」と混同したもの。
なお、この発音を表す表記を「ウィ」としない場合、ポーランド語では「イ」、ロシア語では「ウイ」で代用する場合が多いが、ウクライナ語では「イ」で代用する例が多い。
一般に、日本語では「軟音のイ」(І)に対する「硬音のイ」(И)という意識が先に働くため他の「硬音のイ」のように「ウィ」で表記される場合が、ポーランド語やロシア語的な[ɨ]とウクライナ語的な[ɪ]との区別を強調したいと考えた場合、ごく稀に「エィ」という表記が用いられることがある。これよりさらに稀であるが、「エ」という表記が用いられることもないわけではない。また、「エィ」という表記がウクライナ語の日本語表記以外ではほぼ使用例がない特異な表記であることから、より一般的で可読性に優れる「エイ」という表記で代用されることもある。ルーマニア語で用いられる「ウ」という表記は用いられない。

### У
ウー：強く唇を突き出して発音するスラヴ語系の「ウ」。IPAでは[u]で表す発音。
1. ウ
2. ウ

### Е
エー：明るい「エ」。
1. エ
2. エ

### О
オー：明るい「オ」。
1. オ
2. オ

## 軟母音
軟母音の凡例を示す。ロシア語等と基本的には同じ表記方法になるが、一般にロシア語（モスクワ発音およびサンクトペテルブルク発音）より軟化の度合いが強いため、それが表記上に反映される場合がある（例：тіが「チ」ではなく「ティ」とされる場合がある）。

### Я
ヤー：「ィヤー」のように口を横に引いて軟音を表す。
1. ヤ
2. ヤ

### І
イー：明るい「イ」。「ィイー」のように口を横に引いて軟音を表す。
1. イ
2. イ

### Ї
イィー：暗い「イ」。「І」とはまったく異なる発音の母音。
1. イィ
2. イ

### Ю
ユー：「ィユー」のように口を横に引いて軟音を表す。
1. ユ
2. ユ

### Є
イェー：「ィイェー」のように口を横に引いて軟音を表す。
1. イェ・エ
2. エ

## 子音
子音の凡例を示す。表記順序は母音の項目の表示順序に従う。ただし、軟音に「ヨ」を表す「ЬО」を付け加える。

### Б
バー：バ行の音。単独では「ブ」、「ブ・プ」。
1. バ、ブィ、ブ、ベ、ボ、ビャ、ビ、ビィ、ビュ、ビェ・ベ、ビョ
2. バ、ビ、ブ、ベ、ボ、ビャ、ビ、ビュ、ベ、ビョ

### В
ヴェー：ヴァ行の音。IPAでは[v]で表す発音。また、日本語のウクライナ語転写では日本語のワ行を代用する。単独では「ヴ・ウ・ブ」、「ヴ・ウ・フ」。
1. ヴァ・ワ・バ、ヴィ・ウィ・ビ・ヴイ・ウイ・、ヴ・ウ・ブ、ヴェ・ウェ・ベ、ヴォ・ウォ・ボ、ヴャ・ビャ、ヴィ・ウィ・ビ、ヴィィ・ヴィ・ビ、ヴュ・ビュ、ヴィェ・ビェ・ヴェ・ウェ・ベ、ヴョ・ビョ
2. ヴァ・ワ・バ、ヴィ・ウィ・ビ、ヴ・ウ・ブ、ヴェ・ウェ・ベ、ヴォ・ウォ・ボ、ヴャ・ビャ、ヴィ・ウィ・ビ、ヴィ・ビ、ヴュ・ビュ、ヴェ・ウェ・ベ、ヴョ・ビョ

なお、ロシア語やポーランド語の発音と混同して単独の「В」を「フ」と転写することがある。これは、ロシア語訛りあるいはポーランド語訛りの表記といえる。IPAで規定されている「В」単独の発音は[w]。ただし、IPAでも地方による差異が認められており、そのような表記ぶれがある以上、日本語表記に限って「ヴ・フ・ウ」のいずれかが正しく他が間違いということはない。また、稀に「ゥ」で表すこともある。これは、発音を[w](短いウ)であると看做した表記である。

### Г
ヘー：暗い「H」の音。「ハ・ヘ・ホ」「ヒ」「フ」3種類の発音の混在している日本語のハ行の発音とは異なり、「ヒ」や「フ」の発音は表さない。単独では「フ」、「フ」。IPAでは[ɦ]で表す発音。
1. ハ、フイ・ヒ、フ・グ、ヘ、ホ、ヒャ、ヒ、ヒィ、ヒュ、ヒェ・ヘ、ヒョ
2. ハ、ヒ、フ、ヘ、ホ、ヒャ、ヒ、ヒ、ヒュ、ヘ、ヒョ

この他に、ガ行で表すこともある。

### Ґ
ゲー：ガ行の音。単独では「グ」。単独では「グ」、「グ・ク」。
1. ガ、グィ、グ、ゲ、ゴ、ギャ、ギ、ギィ、ギュ、ギェ・ゲ、ギョ
2. ガ、ギ、グ、ゲ、ゴ、ギャ、ギ、ギ、ギュ、ゲ、ゴ

### Д
デー：ダ行の音。単独では「ド」。
1. ダ、ディ・ドィ、ドゥ、デ、ド、デャ・ヂャ・ジャ、ディ・ヂ・ジ、ディ・ヂィ・ジィ、デュ・ヂュ・ジュ、ディェ・ヂェ・ジェ・デ、デョ・ヂョ・ジョ
2. ダ、ディ、ドゥ、デ、ド、デャ・ヂャ・ジャ、ディ・ヂ・ジ、ディ・ヂ・ジ、デュ・ヂュ・ジュ、デ、デョ・ヂョ・ジョ

### Ж
ジェー：湿潤な「ZH」の音。日本語にない音。単独では「ジュ・ジ」。
1. ジャ、ジ、ジュ、ジェ、ジョ、ジャ、ジ、ジィ、ジュ、ジェ、ジョ
2. ジャ、ジ、ジュ、ジェ、ジョ、ジャ、ジ、ジ、ジュ、ジェ、ジョ

### З
ゼー：語中に来た際のザ行の音。「ザブトン」(座蒲団)の「ザ」ではなく「カミザ」(上座)の「ザ」の発音に近い。単独では「ズ」、「ズ」。
1. ザ、ズィ、ズ、ゼ、ゾ、ズャ・ジャ、ズィ・ジ、ズィィ・ジィ、ズュ・ジュ、ズィェ・ズェ・ジェ、ズョ・ジョ
2. ザ、ジ、ズ、ゼ、ゾ、ジャ、ジ、ジ、ジュ、ジェ、ジョ

### Й
ヨート：短い「イ」。これと硬母音を組み合わせると軟母音となる。そのため、軟母音との組み合わせはあり得ず、ここにも表記しない。単独では「イ・ィ」。直前の音が「І」、「Ї」、「И」で終わっている場合のみ、「ー」も用いられる。
1. ヤ、イ、ユ、イェ・エ、ヨ
2. ヤ、イ、ユ、エ、ヨ

### К
カー：カ行の音。単独では「ク」、「ク」。
1. カ、クィ、ク、ケ、コ、キャ、キ、キィ、キュ、キェ・ケ、キョ
2. カ、キ、ク、ケ、コ、キャ、キ、キ、キュ、ケ、キョ

### Л
エール：スラブ語系の硬子音「L」の発音。ポーランド語の軟子音「L」ではないので注意。ロシア語と同様の発音。単独では「ル」、「ル」。
1. ラ、ルィ、ル、レ、ロ、リャ、リ、リィ、リュ、リェ、リョ
2. ラ、リ、ル、レ、ロ、リャ、リ、リ、リュ、レ、リョ

### М
エーム：マ行の音。単独では「ム・ヌ」、「ム・ン」。
1. マ、ムィ、ム、メ、モ、ミャ、ミ、ミィ、ミュ、ミェ・メ、ミョ
2. マ、ミ、ム、メ、モ、ミャ、ミ、ミ、ミュ、メ、ミョ

### Н
エーヌ：ナ行の音。ただし、「ン」よりも「ヌ」に近い発音をするスラヴ語系の強い[n]の発音。単独では「ン」、「ン」。
1. ナ、ヌィ、ヌ、ネ、ノ、ニャ、ニ、ニィ、ニュ、ニェ・ネ、ニョ
2. ナ、ニ、ヌ、ネ、ノ、ニャ、ニ、ニ、ニュ、ネ、ニョ

### П
ペー：パ行の音。単独では「プ」、「プ」。
1. パ、プィ、プ、ペ、ポ、ピャ、ピ、ピィ、ピュ、ピェ・ペ、ピョ
2. パ、ピ、プ、ペ、ポ、ピャ、ピ、ピュ、ペ、ピョ

### Р
エール：ラ行の音。特に硬音では強い巻き舌の音。単独では「ル」、「ル」。
1. ラ、ルィ、ル、レ、ロ、リャ、リ、リィ、リュ、リェ、リョ
2. ラ、リ、ル、レ、ロ、リャ、リ、リ、リュ、レ、リョ

### С
エース：サ行の音。単独では「ス」、「ス」。
1. サ、スィ、ス、セ、ソ、スャ・シャ、スィ・シ、スィィ・スィ・シィ、スュ・シュ、スィェ・スェ・シェ、スョ・ショ
2. サ、シ、ス、セ、ソ、シャ、シ、シ、シュ、セ、ショ

### Т
テー：タ行の音。単独では「ト」、「ト」。
| タ             | タ           | ТА  |
| ティ・トィ・チ | ティ・チ     | ТІ  |
| トゥ           | トゥ         | ТУ  |
| テ             | テ           | ТЕ  |
| ト             | ト           | ТО  |
| テャ・チャ     | テャ・チャ   | ТЯ  |
| ティ・チ       | ティ・チ     | ТИ  |
| テュ・チュ     | テュ・チュ   | ТЮ  |
| ティェ・テ     | ティェ・チェ | ТЄ  |
| テョ・チョ     | テョ・チョ   | ТЬО |

### Ф
エーフ：ファ行の音。単独では「フ」、「フ」。
1. ファ、フイ・フィ、フ、フェ、フォ、フャ・フィ、フィィ、フュ、フィェ・フェ、フョ
2. ファ、フィ、フ、フェ、フォ、フャ、フィ、フィ、フュ、フェ、フョ

### Х
ハー：無声軟口蓋摩擦音と呼ばれる発音。単独では「フ」、「フ」。IPAでは[x]で表される発音。
1. ハ、フイ・フィ・ヒ、フ、ヘ、ホ、ヒャ、ヒ、ヒィ、ヒュ、ヒィェ・ヒェ・ヘ、ヒョ
2. ハ、ヒ、フ、ヘ、ホ、ヒャ、ヒ、ヒ、ヒュ、ヘ、ヒョ

### Ц
ツェー：ツァ行の音。単独では「ツ」、「ツ」。
1. ツァ、ツィ・ツイ、ツ、ツェ、ツォ、ツャ、ツィ、ツィィ、ツィェ・ツェ、ツョ
2. ツァ、ツィ、ツ、ツェ、ツォ、チャ・ツァ、チ・ツィ、チ・ツィ、チュ・ツ、チェ・ツェ、チョ・ツォ

ツァ行の発音は標準日本語では少ないのでチャ行で代用されている(イタリア語の日本語表記参照)と解釈することもできるが、硬音の方がツァ行で書かれていることからすると軟音だけチャ行になってしまうのは奇妙である。従って、これはウクライナ語の軟音「ЦЬ」とポーランド語の軟子音「Ć」を混同したために生じた誤りであると考えた方が妥当である。ウクライナ語の「ЦЬ」をチャ行で表すのは、単純な訛りであると捉えられると考えられる。ポーランド語の軟子音「Ć」がウクライナ語の「ТЬ」に相当するということは、「Ć」がロシア語の「ТЬ」も類推できることである。

### Ч
チェー：日本語にない音。破擦音のひとつ。単独では「チュ・チ」、「チュ・チ」。IPAでは[ʧ]で表される発音。語尾では「チ」と書かれることが多いが、語中では「チュ」とされることも少なくないようである。軟母音とは組み合わせられない。
1. チャ、チ、チュ、チェ、チョ
2. チャ、チ、チュ、チェ、チョ

### Ш
シャー：日本語にない音。単独では「シュ・シ」、「シュ・シ」。IPAでは[ʃ]で表される発音。語尾では「シ」と書かれることが多いが、語中では「シュ」とされることも少なくないようである。なお、шяのように軟母音と組み合わせることにより日本語のシャ行が表される。
1. シャ、シ、シュ、シェ、ショ、シ
2. シャ、シ、シュ、シェ、ショ、シ

### Щ
シュチャー：日本語にない音。単独では「シュチュ」、「シチ」。IPAでは[ʃʧ]で表される発音。ただし、「シュシャー」、[ʃʃ]の音価で発音される場合もある。「І」以外の軟母音とは組み合わせられない。この文字は、ロシア語では軟子音「シシャー」であるが、ウクライナ語では飽くまで硬子音「シュチャー」である。発音は、「Ш +  Ч」に等しい。これをロシア語のカタカナ転写法に習って「シチ」と表記するとウクライナ語の原音からは乖離した軟音風発音になる。また、この表記はウクライナ語の「Щ」をポーランド語の「ŚĆ」と混同したものであると評価することもできる。ポーランド語の「ŚĆ」は軟子音であり「シチ」という音を表す。ポーランド語で同じ発音となるのは「SZCZ」である。
1. シュチャ、シュチ、シュチュ、シュチェ、シュチョ、シュチ
2. シチャ、シチ、シチュ、シチェ、シチョ、シチ

なお、唯一「ユーシェンコ」のみは「シュチュ」を「シ」で書き表している。これは、「シシ」のように発音する現代ロシア標準語の転写でも滅多に見られない、ましてウクライナ語の転写としては誤った表記である。一部では「ウクライナの現地発音に沿ってユーシェンコとした」といった情報が流されているが、これは誤りであるので注意が必要である。「Щ」を「シ」と表記するのは21世紀に入ってからごく一部の非ロシア専門家によって使用され始めたもので(ユーシェンコ、ミャシーシェフなど)、今のところ推奨されない。

### Ь
ミヤクィーイ・ズナークまたはズナーク・ミヤキシュチェーンニャ：軟音記号。これを子音と母音の間に置くことでその音を軟化でき、また、母音なしの子音の後ろに置くことで子音を軟化させる。語中では、これのかわりに「'」が用いられることが多い。

## 補足
この他、子音の組み合わせによって特別な発音が形成されるものもある。主なものとしては、「ДЖ」(日本語のジャ行に近い発音)、「ДЗ」(日本語のザ行に近い発音)、「ТС」(＝「Ц」)などである。

### ДЖ
日本語のジャ行に近い発音。従って、「ジャ・ジ・ジュ・ジェ・ジョ」で表記される。なお、日本語のウクライナ語表記において日本語のジャ行を表すのはこの綴り、またはДЗ。

### ДЗ
日本語の語頭に来るザ行に近い発音。ただし、発音表記上は「З」と区別してヅァ行で表されることがある。従って、表記は「ザ・ジ・ズ・ゼ・ゾ・ジャ・ジ・ジュ・じぇ・ジョ」または「ヅァ・ヅィ・ヅ・ヅェ・ヅォ・ヅャ・ヅィ・ヅュ・ヅィェ・ヅョ」などとなる。なお、日本語のウクライナ語表記において日本語のザ行を表すのはこの綴り。

### ТС
Цと同じ。

### 外国語の日本語表記について
- 外国語の日本語表記
- イタリア語の日本語表記
- カタルーニャ語の日本語表記
- スペイン語の日本語表記

### Wikipedia内での外国語表記の扱いについて
- Wikipedia:外来語表記法/ウクライナ語
- Wikipedia:外来語表記法/ベラルーシ語
- Wikipedia:外来語表記法/ポーランド語
- Wikipedia:外来語表記法/ロシア語

### ウクライナ語・日本語関係
- 中井和夫『ウクライナ語入門』大学書林、平成3年 (ISBN 4-475-01797-1)
- 黒田龍之助編『ウクライナ語基礎1500語』大学書林、平成7年 (ISBN 4-475-01113-2)
- ボンダレンコ I. (Бодаренко Іван Петрович)・日野貴夫(Хіно Такао)『ウクライナ語のための日本語学習辞典 / Українсько-японський Японсько-укарїнський словник Навчальний словник японських ієрогліфів』キーイヴ «アルテルナティーヴィ»(Київ: Видавничий дім "Альтернативи")、1998年 (ISBN 966-7217-23-X)

### ウクライナ語以外
ウクライナ語の日本語表記の信頼の置ける実例はあまり多くない。しかしながら、ウクライナ語の近似する言語であるポーランド語やロシア語には多くの実例と研究されてきた歴史がある。従って、それらの転写法も理解のためには参考になる。この他、ベラルーシ語も近似する言語であるが、こちらはウクライナ語以上に実例が少ない。
- NHKテレビ講座『ロシア語会話』各年度版 - ロシア語の日本語表記の参考。
- NHKラジオ講座『ロシア語講座』各年度版 - ロシア語の日本語表記の参考。
- 木村彰一他編『ポーランド語辞典』白水社、1981年 - ポーランド語の日本語表記の参考。
- 石井哲士朗『CDエクスプレス ポーランド語』白水社、2003年 (ISBN 4-560-00592-3)
- ЛАВРЕНТЬЕВ Борис Павлович, НЕВЕРОВ Святослав Витальевич Японско-русский и русско-японский словарь, Москва, Изделтство «Русский язык», 2001 (ISBN 5-200-03021-8) - 日本語のキリル文字表記の参考。